# チフテリ

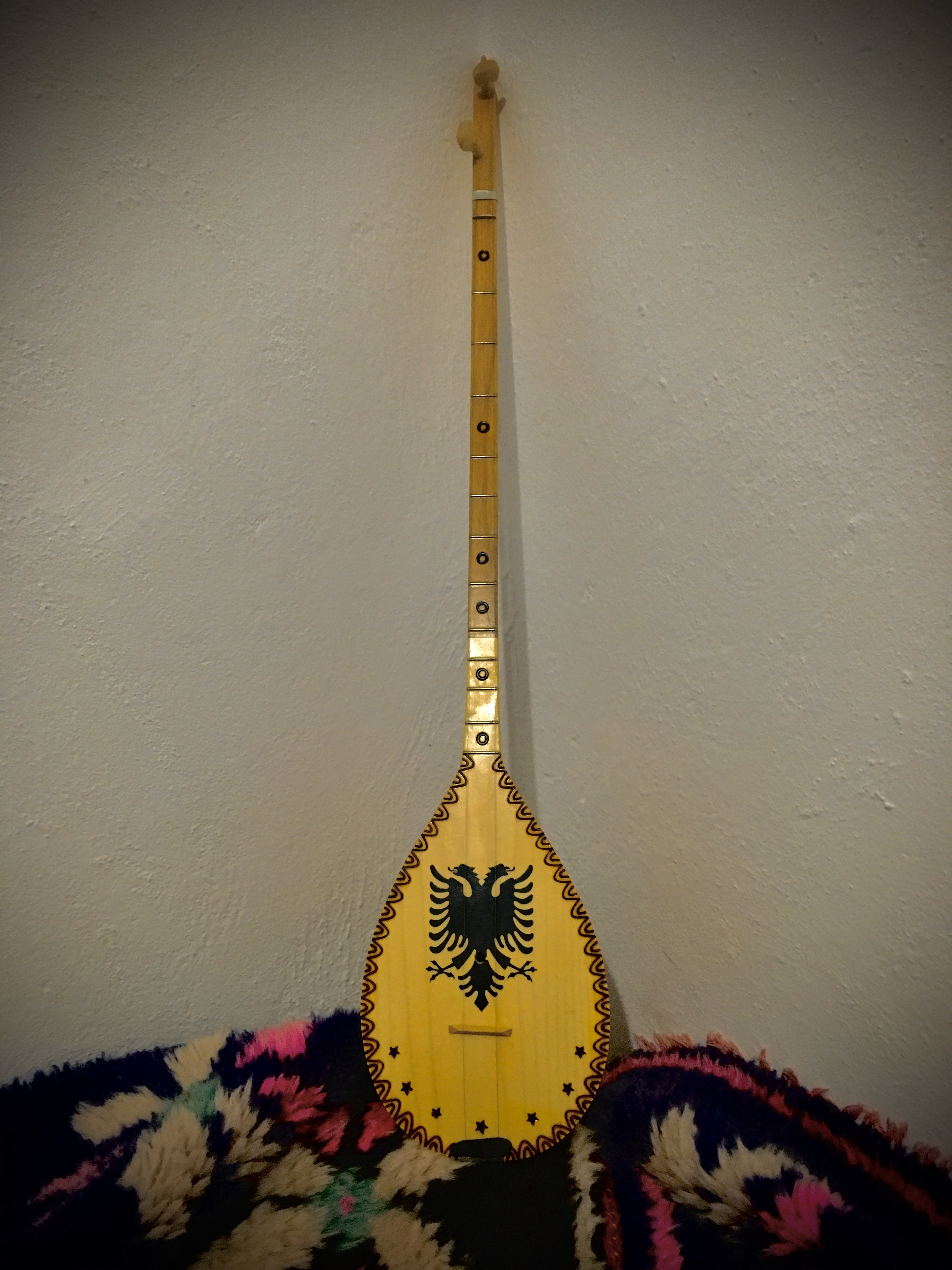
チフテリ

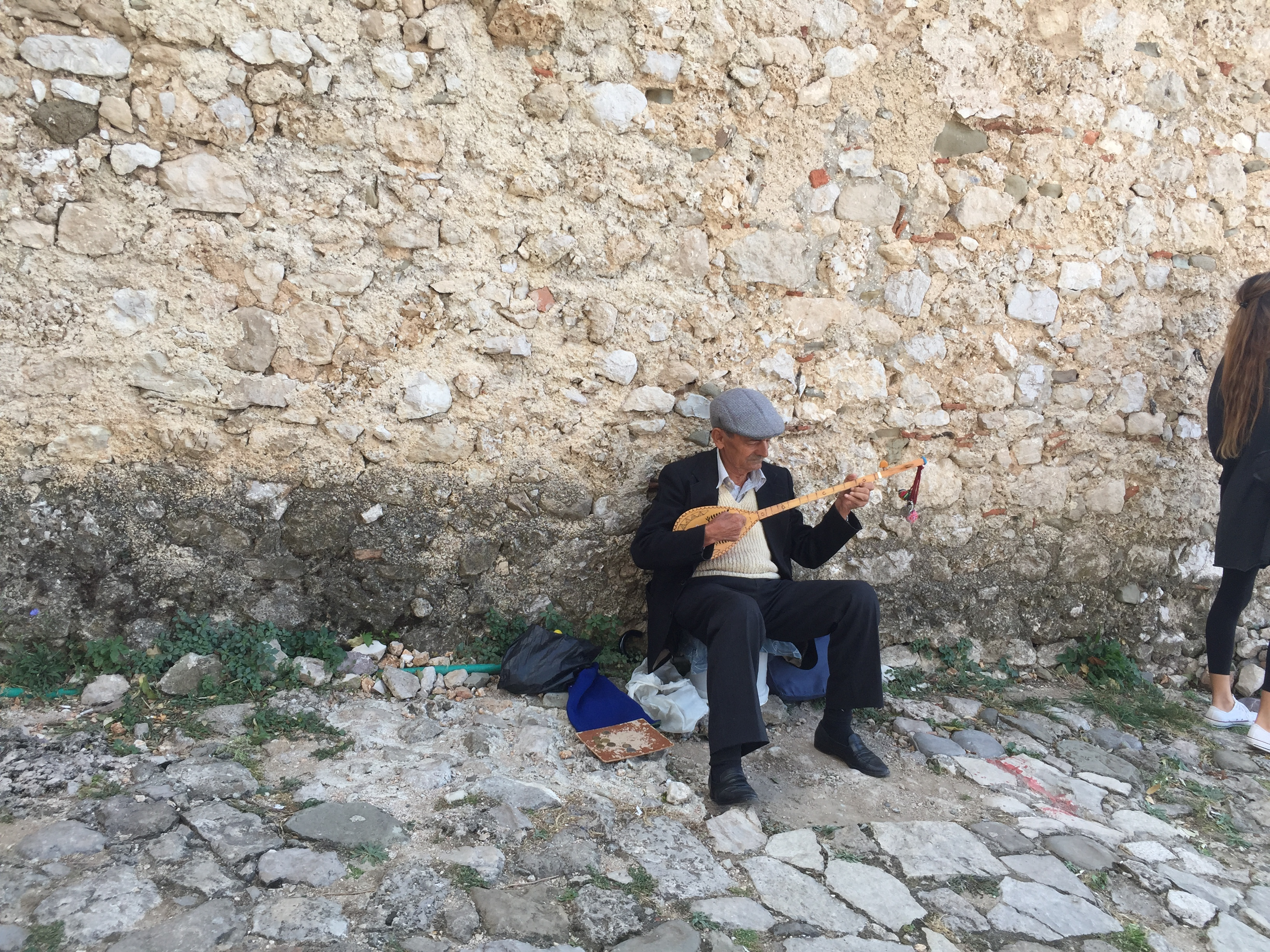
チフテリを演奏する男性

チフテリ(アルバニア語: çiftelia、qifteli)は、アルバニアを中心に、モンテネグロやコソボ、北マケドニアなどで演奏されるアルバニア人の伝統楽器である。

## 概要
チフテリ（アルバニア語: çifteli）は、アルバニアの伝統的な弦楽器であり、特に北部および中部アルバニア、南モンテネグロ、北マケドニア、コソボのアルバニア人などといったアルバニア国外のアルバニア人などにも広く演奏されている。
チフテリは2本の弦を持つ撥弦楽器で、長いネックと洋ナシ型の共鳴胴を特徴とする。一般的に、1本の低音弦はドローン（持続音）として、もう1本の高音弦は旋律を奏でるために用いられる。
フレットはダイアトニックスケールに基づいて配置されており、クロマチック（半音階）ではない。また、アルバニア民族音楽独自の微分音階が用いられることもある。チューニングは通常B₃とE₄。
アルバニアでは結婚式や祝祭のような特別な日のみならず、街中でもよく演奏されており、叙事詩やバラードの伴奏など、アルバニアの伝統音楽において頻繁に演奏される。

## 歴史
チフテリの起源は、バルカン半島に根付いていたグスレなどのリュート系の土着楽器が、オスマン帝国支配下の際に、サズなどのトルコ由来の楽器の影響を受けて今の形となったと考えられているが、はっきりとは分かっていない。

## 語源
名称はトルコ語の「çifte」（二重、ペア）に由来し、「二つの」を意味し、楽器が二本の弦を持つことに由来している。アルバニア語では「çifteli」と表記されるが、同様の意味で使われている。